# Nbeika
Nbeika (ou N'Beika) est une oasis, un village et une commune du centre-sud de la Mauritanie, situé dans la région du Tagant.
Depuis 2012, par un décret pris en conseil de ministres, la commune a changé de dénomination pour devenir commune de Tamourt N'aaj, avec pour chef-lieu la ville de Nbeika.

## Population
Lors du Recensement général de la population et de l'habitat (RGPH) de 2013, Nbeika comptait 20 766 habitants, dont 9 830 de population masculine et 10 936 de population féminine, répartie en 62 localités. De ce fait, elle demeure la commune la plus peuplée du Tagant, avec, à elle seule, environ 25 % de la population de toute la région. 